# Донован, Коди
Ко́ди Скотт До́нован (англ. Cody Scott Donovan; род. 20 февраля 1981, Уотерлу) — американский боец смешанного стиля, представитель полутяжёлой весовой категории. Выступал на профессиональном уровне в период 2008—2014 годов, известен по участию в турнирах таких бойцовских организаций как UFC и Bellator. Обладатель чёрного пояса по бразильскому джиу-джитсу, победитель чемпионата High Altitude Martial Arts в полутяжёлом весе.

## Биография
Коди Донован родился 20 февраля 1981 года в городе Уотерлу, штат Айова, имеет ирландские корни. В возрасте семнадцати лет начал серьёзно заниматься бразильским джиу-джитсу, выиграл несколько престижных соревнований по БЖЖ, в частности становился чемпионом High Altitude Martial Arts в полутяжёлой весовой категории, в конечном счёте получил в этой дисциплине чёрный пояс. Работал охранником в психиатрическом отделении больницы в Денвере. Окончил Художественный институт Колорадо, где получил учёную степень в области медиаискусств.
Однажды познакомился с известным бойцом ММА Нейтом Марквардтом, и тот привёл его в мир смешанных единоборств. Прежде чем перейти в профессионалы, выступал среди любителей, одержав четыре победы и не потерпев при этом ни одного поражения. 

### Начало профессиональной карьеры
Дебютировал в смешанных единоборствах на профессиональном уровне в октябре 2008 года, выиграв у своего соперника техническим нокаутом уже на 15 секунде первого раунда. Дрался в различных небольших американских промоушенах, таких как UWC, Shogun Fights, ROF, C3 Fights и др. Первое поражение потерпел в декабре 2009 года техническим нокаутом от Эрика Смита. Также в августе 2010 года проиграл техническим нокаутом Кортесу Коулману, его секундант вынужден был сигнализировать об остановке боя в связи с полученной бойцом травмой.
Несмотря на поражения, Донован продолжил принимать участие в боях и в январе 2011 года завоевал титул чемпиона организации Full Force Fighting в полутяжёлой весовой категории. Провёл один бой в крупном американском промоушене Bellator, где единогласным решением судей победил Брайана Элбина. Затем выиграл с помощью удушающего приёма сзади у Питера Нолана на турнире Instinct Fighting в Канаде.

### Ultimate Fighting Championship
Имея в послужном списке семь побед и только два поражения, Донован привлёк к себе внимание крупнейшей бойцовской организации мира Ultimate Fighting Championship и в 2012 году подписал с ней стандартный эксклюзивный контракт на четыре боя. В дебютном поединке в октагоне в Австралии нокаутировал Ника Пеннера, заработав бонус за лучший бой вечера.
В августе 2013 года вышел в клетку против Овинса Сен-Прё и уже на третьей минуте первого раунда сам оказался в нокауте.
На турнире UFC 167 в Лас-Вегасе планировался его бой с новичком организации, чемпионом мира по БЖЖ Робертом Дрисдейлом, однако тот не смог получить бойцовскую лицензию от Атлетической комиссии штата Невада и был заменён Джаном Вилланте. В итоге Вилланте выиграл у Донована техническим нокаутом во втором раунде.
Последний раз Коди Донован выступал в восьмиугольнике в июле 2014 года на турнире в Ирландии, он встретился с представителем Украины Никитой Крыловым и проиграл ему техническим нокаутом в концовке первого раунда. После трёх досрочных поражений подряд американский боец принял решение завершить карьеру профессионального спортсмена.

## Статистика в профессиональном ММА
| Боёв 13  | Побед 8 | Поражений 5 |
| -------- | ------- | ----------- |
| Нокаутом | 4       | 5           |
| Сдачей   | 3       | 0           |
| Решением | 1       | 0           |

| Результат | Рекорд | Соперник          | Способ                       | Турнир                                | Дата            | Раунд | Время | Место                | Примечание                                     |
| --------- | ------ | ----------------- | ---------------------------- | ------------------------------------- | --------------- | ----- | ----- | -------------------- | ---------------------------------------------- |
| Поражение | 8-5    | Никита Крылов     | TKO (удары руками)           | UFC Fight Night: McGregor vs. Brandao | 19 июля 2014    | 1     | 4:57  | Дублин, Ирландия     |                                                |
| Поражение | 8-4    | Джан Вилланте     | TKO (удары руками)           | UFC 167                               | 16 ноября 2013  | 2     | 1:22  | Лас-Вегас, США       |                                                |
| Поражение | 8-3    | Овинс Сен-Прё     | KO (удары руками)            | UFC Fight Night: Shogun vs. Sonnen    | 17 августа 2013 | 1     | 2:07  | Бостон, США          |                                                |
| Победа    | 8-2    | Ник Пеннер        | KO (удары руками)            | UFC on FX: Sotiropoulos vs. Pearson   | 15 декабря 2012 | 1     | 4:35  | Голд-Кост, Австралия | Бой вечера.                                    |
| Победа    | 7-2    | Питер Нолан       | Сдача (удушение сзади)       | Instinct Fighting 4                   | 29 июня 2012    | 1     | 3:41  | Монреаль, Канада     |                                                |
| Победа    | 6-2    | Брайан Элбин      | Единогласное решение         | Bellator 38                           | 26 марта 2011   | 3     | 5:00  | Таника, США          |                                                |
| Победа    | 5-2    | Ксавье Саккоманно | Сдача (удушение сзади)       | Full Force Fighting 1                 | 29 января 2011  | 2     | 3:12  | Денвер, США          | Выиграл титул чемпиона FFF в полутяжёлом весе. |
| Поражение | 4-2    | Кортес Коулман    | TKO (остановлен секундантом) | C3 Fights: Slammin Jammin Weekend 5   | 7 августа 2010  | 1     | N/A   | Ньюкёрк, США         | Бой остановлен из-за травмы.                   |
| Победа    | 4-1    | Ике Вильянуэва    | Сдача (удушение сзади)       | Ascend Combat: The Beginning          | 3 апреля 2010   | 2     | 4:52  | Шривпорт, США        |                                                |
| Поражение | 3-1    | Эрик Смит         | TKO (удары руками)           | ROF 36: Demolition                    | 4 декабря 2009  | 1     | 3:18  | Денвер, США          |                                                |
| Победа    | 3-0    | Джо Стриплинг     | TKO (удары руками)           | Shogun Fights 1                       | 24 октября 2009 | 2     | 1:16  | Балтимор, США        |                                                |
| Победа    | 2-0    | Джон Дойл         | TKO (удары)                  | UWC 5: Man O' War                     | 21 февраля 2009 | 1     | 2:33  | Фэрфакс, США         |                                                |
| Победа    | 1-0    | Уэйд Дрейк        | TKO (удары руками)           | UWC 4: Confrontation                  | 11 октября 2008 | 1     | 0:15  | Фэрфакс, США         |                                                |